# Битва при Зеле (67 до н. э.)
Би́тва при Зе́ле (67 до н. э.) — сражение в ходе Третьей Митридатовой войны между армяно-понтийскими войсками и римской армией.
Зимой 68/67 годов до н. э. Митридат Евпатор с 4000 понтийцами и 4000 армянских всадников вступает на территорию Понта. Он с ходу атакует легата Фабия Адриана и в двухдневном сражении наносит поражение римлянам, которые отступают в Кабиру. Последних спасло от разгрома лишь ранение царя. Пока скифские лекари лечили его, к римлянам подошло подкрепление под командованием Гая Валерия Триария. После нескольких стычек обе армии разошлись на зимние квартиры.
Весной 67 года до н. э. Лукулл двинулся в Понт, оставив Армению. Узнав об этом, Митридат перешёл в наступление на Триария. Ночью Триарий выступил против Митридата. Понтийцы занимали высокий холм.
Первоначально сражение было нерешительным, а затем Митридат во главе армянской конницы атаковал противника. Атака армянской кавалерии разорвала строй легионеров и сбросила их в болото. Активному преследованию римской конницы помешало ранение царя. Триарий потерял 24 трибуна и 150 центурионов, что для легиона было практически невосполнимой потерей.

После изгнания из Армении, уже на территории Малой Азии, как сообщает Дион Кассий, потерпел поражение от войск Тиграна и его вассалов сам Лукулл. В этом сражении против Лукулла войском командовал зять и вассал армянского царя Митридат Мидийский ("другой Митридат из Мидии", как его обозначат Дион Кассий). При этом при объявлении о приближении Тиграна, как сообщает Дион Кассий, в римской армии начался бунт. 
Дион Кассий об этом поражении Лукулла сообщает следующее:

В этот момент прибыл Лукулл, и некоторым казалось, что он легко победит Митридата и отвоюет утраченное, однако он ничего не добился. (2) Митридат, окопавшийся на высоте около Талауры, не желал выходить против него, а другой Митридат из Мидии, зять Тиграна, внезапно напал на римлян, пока они были рассеяны, и многих перебил; также было объявлено о приближении Тиграна, и в армии поднялся бунт
Сенат назначает командующим в войне на Востоке консула Мания Ацилия Глабриона, однако последний объявляет о демобилизации солдат. Известие об этом окончательно подорвало дисциплину в войсках.
Митридат, отвоевав с помощью армянских войск свои ранее полностью захваченные римлянами понтийские владения, дожидался Тиграна, шедшего, по свидетельству Плутарха, с огромной армией. Прибыв в Малую Азию, Тигран, как сообщает Плутарх, вновь обрушивается на Каппадокию и опустошает ее.
Лукулл же был вынужден покинуть Нисибин и Тигранакерт и вернуться в Галатию.  
О данных событиях Плутарх сообщает следующее:

Ему пришлось мириться с тем, что Тигран опустошает Каппадокию, что к Митридату вернулась прежняя дерзость — к Митридату, о котором он доносил сенату, что с ним покончено! После этого донесения из Рима были отправлены должностные лица в количестве десяти человек для устройства дел в Понте, как в стране окончательно покоренной, а когда они явились, им пришлось убедиться, что Лукулл даже над самим собою не властен — им, как хотят, помыкают его солдаты
Таким образом, после вторжения в Армению, все прежние победы над Митридатом оказались бесплодными, завоевания утраченными, а два легиона ветеранов, завершивших срок службы, расформированы. В результате римляне потеряли почти все достижения предыдущих годов войны. Впрочем, положение Митридата было гораздо хуже, чем в начале войны. Он окончательно потерял западнопонтийские города, Боспор и Колхида отпали от царя. Понтийские же города были разорены. Экономическое положение Понтийского царства оставалось тяжёлым. Поэтому Митридат отправил послов к новому командующему, Гнею Помпею, с мирными предложениями. Однако тот потребовал безоговорочной капитуляции. Принять такие условия Митридат не мог и вынужден был готовиться к новой кампании.